# Охримчук, Сергей Михайлович
Охримчук Сергей Михайлович (род. 5 апреля 1968, Кривой Рог, Днепропетровская область) — украинский скрипач и музыкальный педагог. Лауреат Национальной премии Украины имени Тараса Шевченко (2023).

## Биография
Родился 5 апреля 1968 года в городе Кривой Рог.
С 1990-х годов — участник ансамбля «Древо», капеллы «Надобридень» (руководитель с 1992), рок-группы «Биокорд» и трио CAT.
В 1993—1995 годах — сотрудник Проблемной научно-исследовательской лаборатории этномузыкологии, участвовал в экспедициях на Полесье и в Карпаты. 
В 1997 году окончил Киевскую консерваторию (класс А. Спренциса).
В 2000—2006 годах преподавал в Национальной музыкальной академии Украины.
С 2003 года — участник этно-рок-группы «Карпатяне» («ПолиКарп» с 2008).

## Творческая деятельность
Исполняет народную традиционную, джаз, поп-, рок-, авангардистскую музыку.
Создавал музыку к театральным спектаклям, сотрудничал с режиссёрами Д. Богомазовым, В. Троицким, М. Немировской (Израиль). Исполнил музыку к неигровым фильмам «Укрытие» (1993), «Тысменица» (1995) и художественному фильму «Мамай» (2003).
С 2000-х годов участвовал в концертных рок-выступлениях, создал несколько программ с ведущими джазовыми музыкантами Украины и Польши. Участвовал в джазовых фестивалях, гастролировал в разных составах в Австрии, Канаде, странах Балтии, Германии, Польше, России, Румынии, Турции, Франции, Чехии. Выступал в международных электроакустических проектах «Электроакустика» (2003—2008, Киев) и «ЭМ-видение» (2005—2008, Киев). Выступает с ансамблем «Хорея Казацкая».

## Награды
- Национальная премия Украины имени Тараса Шевченко (2023)[1].